# 莲花路 (上海)
31°09′41″N 121°23′24″E / 31.16146°N 121.38998°E
 莲花路，是中國上海市闵行区东部的一条区管公路，南起沪闵路，北接吴中路并在其北侧断头，以广西莲花为名。始建于1988年。初建时分为三段，路面宽都为32米，车行道宽都为16米，都以混凝土摊铺路面：南段南起沪闵路，交古美西路，跨张家港，北至顾戴路。长约1.2公里，路两边各8米人行道；中段南起漕宝路，交经田林路，北至宜山路。长约900米，路两边各6米宽人行道；北段南起高门泾，过蒲汇塘，北至吴中路，长约800米，路两边各8米宽人行道。
截至21世纪初，这三段路均已经被打通。

## 沿路主要设施[2]
- 上海轨道交通12号线虹梅路站
- 上海戏剧学院莲花路校区
- 南方商城地区购物中心（俗称南方商城）[3]

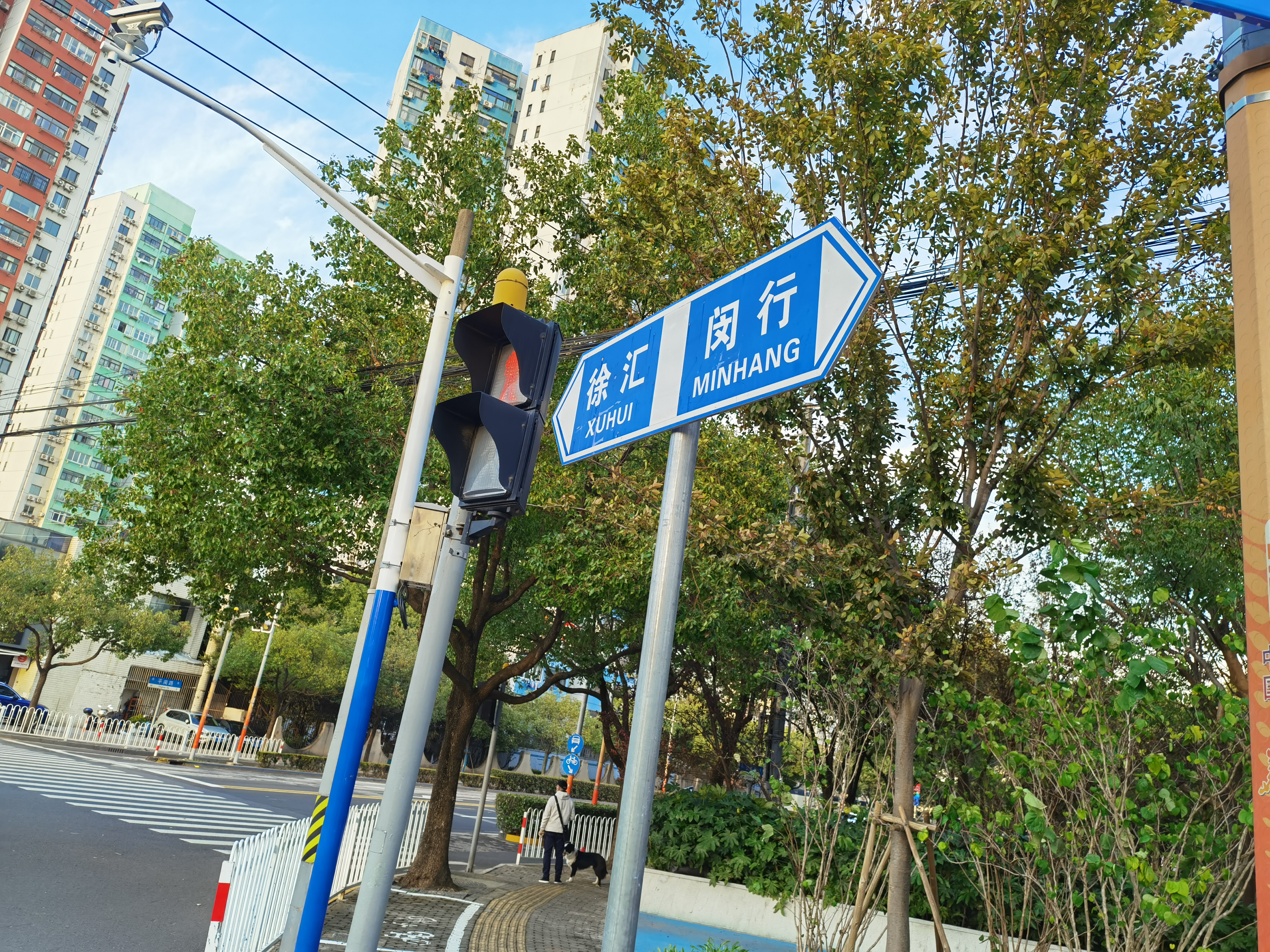
拍摄于莲花路与平南路交叉口的徐汇闵行区界牌

另有以莲花路命名的地铁站，位于沪闵路莲花南路。

## 未来发展
未来，规划吴中路（即吴中路复线工程）会在莲花路北侧尽头与之连接。

## 备注
1. ↑  漕宝路以北为虹桥镇管理，编号为乡道160。